# Villafranca (kommun)
Villafranca är en kommun i Spanien.   Den ligger i provinsen Provincia de Navarra och regionen Navarra, i den nordöstra delen av landet, 260 km nordost om huvudstaden Madrid. Antalet invånare är 2 958. Arean är 46 kvadratkilometer.
Terrängen i Villafranca är platt.